# Роуздејл (Висконсин)
Роуздејл (енгл. Rosendale) град је у америчкој савезној држави Висконсин.

## Демографија
По попису из 2010. године број становника је 1.063, што је 140 (15,2%) становника више него 2000. године.
| Група             | 2000.       | 2010.         |
| Белци             | 917 (99,3%) | 1.006 (94,6%) |
| Афроамериканци    | 0 (0,0%)    | 2 (0,2%)      |
| Азијати           | 0 (0,0%)    | 4 (0,4%)      |
| Хиспаноамериканци | 3 (0,3%)    | 32 (3,0%)     |
| Укупно            | 923         | 1.063         |